# Давиденко, Николай Нестерович
Николай Нестерович Давиденко — военный инженер, лауреат Сталинской премии.
Родился 15.05.1917 в Кронштадте.
После окончания средней школы работал в Ленинграде учеником электромонтёра и электромонтёром.
В 1937 году поступил в Ленинградский электротехнический институт. В июле 1941 года добровольцем пошёл служить в армию. Был направлен в ЛВВИА (Ленинградская военно-воздушная академия Красной Армии). В марте 1942 года присвоена квалификация техника по электро-, радио- и спецоборудованию самолётов. До 1947 года служил на 178 АТБ (Авиационно-техническая база) по приёмке самолётов от авиазаводов.
В 1947 году воспользовался своим правом доучиться в ЛВВИА и восстановился в академии, в 1949 году получил диплом радиоинженера ВВС.
С 1949 по 1970 год служил на 71-м полигоне ВВС.
В 1951 и 1953 годах участвовал в испытаниях ядерной бомбы на Семипалатинском полигоне (телеметрическая регистрация, расшифровка сигналов работы ядерной бомбы на траектории падения).
Дата окончания военной службы: 13.07.1970. Инженер-подполковник.
С 1970 по 1990 год — младший научный сотрудник ЛВКИА им. А. Ф. Можайского.
Умер не ранее 1997 года.
Сталинская премия 1953 года — за разработку специального самолётного оборудования для сбрасывания и летных испытаний изделий и участие в испытаниях изделий РДС-2, РДС-3, РДС-4, РДС-5 и РДС-6с.
Награждён орденами Красного Знамени (08.12.1951, за выслугу лет), Красной Звезды (30.12.1956, за выслугу лет), медалями «За боевые заслуги» (19.11.1951), «За победу над Германией в Великой Отечественной войне 1941—1945 гг.» (09.05.1945).